# Un amour de femme

Un amour de femme  est un téléfilm français de Sylvie Verheyde, sorti en 2001.

## Synopsis
Jeanne est mariée à David depuis 8 ans. Un soir, allant dans une soirée organisée par un ami de David, Jeanne fait la connaissance d'une danseuse du nom de Marie. Enthousiasmée par cette rencontre, Jeanne se remet à la danse sous la direction de Marie. Les deux femmes vont peu à peu se rapprocher, jusqu'à un point où Jeanne effrayée s'enfuira. Mais il est déjà trop tard, Marie lui manque, elle est tombée amoureuse...

## Fiche technique
- Titre : Un amour de femme
- Réalisation : Sylvie Verheyde
- Scénario : Sylvie Verheyde
- Durée : 89 minutes

## Distribution
- Hélène Fillières: Jeanne
- Raffaëla Anderson : Marie
- Anthony Delon : David
- Jeannick Gravelines: Franck
- William Wayolle :  Louis
- Karole Rocher : Eloïse
- Thierno Sy  : Moïse
- Roselyne Delpuech: La mère
- Thierry Nzeutem : L'athlète
- Francine Robillard: La patiente
- Mathias Thibérioz: Mec discothèque 1
- Riton Liebman : Mec discothèque 2
- Léo Drif:  Le videur
- Knzo : Le danseur (as K'n'zo)